# Скуола
Скуола (итал. Scuola) — в средневековой Италии братство или благотворительная организация, члены которого ежегодно вносили взнос на определённые нужды. Малые скуолы представляли собой профессиональные или национальные гильдии.
В Венеции находились семь больших благотворительных скуол, численностью в несколько сотен человек. Такие скуолы существовали по всей Европе, но только в Венеции они действовали с одобрения государства как гражданские организации и, несмотря на наличие святого покровителя, не имели связи с церковью. Венецианские скуолы имели выборное правление. Все члены скуолы считались равными, аристократам запрещалось занимать официальные посты в скуоле. 25 апреля, в День Святого Марка, главный праздник государственного календаря в Венеции, большие скуолы участвовали в шествии вокруг площади Сан-Марко. За право идти первым участники скуол часто вступали в конфликт.
Венецианские скуолы были упразднены Наполеоном. Сан-Рокко открылась через два месяца после упразднения, Сан-Джовани Эванджелиста, Сан-Теодоро и Кармини вновь открылись в начале XX века

## Большие скуолы Венеции
- Скуола Сан-Джовани Эванджелиста (итал. Scuola Grande di San Giovanni Evangelista), основана в 1261
- Скуола Санта-Мария делла Карита — (итал. Scuola Grande di Santa Maria della Carità), основана в 1260
- Скуола Сан-Марко — (итал. Scuola Grande di San Marco), основана в 1261
- Скуола Санта-Мария делла Мизерикордия — (итал. Scuola Grande di Santa Maria della Misericordia,), основана в 1308
- Скуола Сан-Теодоро — (итал. Scuola Grande di San Teodoro), основана в 1258
- Скуола Сан-Рокко — (итал. Scuola Grande di San Rocco), основана в 1478
- Скуола Кармини — (итал. Scuola Grande dei Carmini), основана в 1663

## Малые скуолы Венеции
- Скуола ди Сан-Джорджо дельи Скьявони